# (2806) Graz
(2806) Graz es un asteroide perteneciente al cinturón de asteroides, descubierto el 7 de abril de 1953 por Karl Wilhelm Reinmuth desde el Observatorio de Heidelberg-Königstuhl, Alemania.

## Designación y nombre
Designado provisionalmente como 1953 GG. Fue nombrado Graz en homenaje a la ciudad austríaca  Graz.